# Anglicização
Anglicização linguística (ou anglicização, ocasionalmente anglificação, anglificar, ou inglesar) é a prática de modificar palavras estrangeiras, nomes e frases, a fim de torná-los mais fácil de soletrar, pronunciar ou compreender no Inglês. O termo geral refere-se à alteração de termos estrangeiros, num grau mais drástico do que o implícito em, por exemplo, romanização. Um exemplo é a palavra "dandelion", modificada a partir do dent-de-lion francês ("dente-de-leão", uma referência às folhas recortadas da planta). O termo também pode referir-se à adaptação fonológica sem alteração ortográfica: o esparguete, por exemplo, é aceite em inglês com a ortografia italiana, mas anglicizado foneticamente. 

## Nomes de locais modificados
Nomes de lugares estrangeiros (à semelhança do português) são com frequência anglicizados em inglês. Exemplos incluem a cidade dinamarquesa København (Copenhagen), a cidade russa Москва Moskva (Moscow), a cidade sueca Göteborg (Gothenburg), a cidade holandesa Den Haag (The Hague), a cidade cubana La Habana (Havana), a cidade egípcia de القاهرة Al-Qāhira (Cairo) e a cidade italiana de Firenze (Florence). 

### Nomes de imigrantes
Durante os grandes afluxos de imigrantes da Europa para os Estados Unidos e Reino Unido durante os séculos XIX e XX, os nomes de muitos imigrantes nunca foram alterados pelos funcionários da imigração (como demonstrado em O Poderoso Chefão Parte II )  mas apenas por escolha pessoal. 
A maioria dos nomes irlandeses foram anglicizados. Um exemplo são os sobrenomes de muitas famílias irlandesas - por exemplo, Mac Artáin agora McCartan e Mac Cartaigh, evoluiu para se tornar o McCarthy. Briain tornou-se O'Brien, Rothláin tornou-se Rowland, Néill O'Neill, Mac Cana em McCann e alguns sobrenomes foram encurtados, como Gallchobhair para apenas Gallagher. Da mesma forma, nomes escoceses nativos foram alterados, como Somhairle para Sorley, Mac Gill-Eain para MacLean e Mac Aoidh para MacKay. Muitos nomes galeses também foram alterados, como "ap Hywell" para Powell ou "ap Siôn" para Jones. Nomes portugueses como  "Pereira" também alguns foram alterados para Perry,  "Ferreira(o)" para Smith,  "Carvalho" para Oak, ou  "João" tornou-se John, etc.

## Etnónimos
Como nos nomes de lugares e nomes pessoais, nalguns casos as designações étnicas podem ser anglicizadas com base num termo de uma lingua que não seja o do grupo descrito. Por exemplo, "Germany" vem da designação latina Germania, não do nome local Deutschland.